# Scotchman Peak
Scotchman Peak je hora v Bonner County, na severu Idaha.
Leží v západní části pohoří Cabinet Mountains, které svojí většinou leží ve státě Montana. Hora s nadmořskou výškou 2 137 metrů je významná svojí prominencí 1 418 metrů, která z ní činí pátý nejprominentnější vrchol v Idahu.
Scotchman Peak leží v národním lese Kaniksu National Forest, něco přes deset kilometrů východně od největšího idažského jezera Lake Pend Oreille.